# Hadrian’s Wall Path
Der Hadrian’s Wall Path ist ein Fernwanderweg im Norden Englands unweit der Grenze zu Schottland und gehört zu dem Fernwanderwegsystem in Großbritannien, den National Trails. Der Weg verläuft entlang der Reste des Hadrianswalls zwischen Wallsend an der Ostküste und Bowness-on-Solway an der Westküste vorbei an den Städten Newcastle-upon-Tyne und Carlisle.
Der Hadrian’s Wall Path wurde am 23. Mai 2003 eröffnet und ist exakt 84 Meilen bzw. 135 km lang. Entlang des Weges müssen rund 300 Zauntritte, Tore und Brücken überquert werden. Der höchste Punkt entlang des Weges ist die Winshield’s Crags mit 345 Metern Höhe über dem Meeresspiegel.
Der Hadrianswall, lateinisch Vallum Hadriani, gilt als bedeutendstes Stück römischer Geschichte in Großbritannien. Der Grenzwall, der 1987 von der UNESCO in den Status des Weltkulturerbes erhoben wurde, ist ein stummer Zeuge der fast 2000 Jahre alten Geschichte Nordenglands.

## Landschaft
Besonderes Kennzeichen des Hadrian’s Wall Path ist dessen landschaftliche Vielfalt. Flussauen und Täler wechseln mit ausgedehnten Hügel- und Bergketten. Auch die Ausläufer der Pennines müssen überquert werden. Der Gebirgszug, der sich von den Cheviot Hills an der Südgrenze Schottlands bis in die Ebene der Midlands in England zieht, bedeckt entlang des Hadrianswalls weite Teile von Northumberland mit dem gleichnamigen National Park und von Cumbria. Im Westen wird der Fernwanderweg vom ausgedehnten Marschland des Solway Firth gesäumt.

## Etappen
- 1. Etappe: Wallsend (Segedunum) – Newcastle-upon-Tyne (Pons Aelius) – Gateshead – Heddon-on-the-Wall (Vindobala) (24 km)
- 2. Etappe: Heddon-on-the-Wall – Corbridge – Corbridge Roman Site – Hexham – Chollerford (Römerbrücke Chesters) (25 km)
- 3. Etappe: Chollerford – Chesters Roman Fort (Cilurnum) – Carrawburgh Roman Fort (Brocolitia) – Housesteads Roman Fort (Vercovicium) – Twice Brewed – National Park Besucherzentrum – Vindolanda Roman Fort – Haltwhistle (Aesica) (19 km)
- 4. Etappe: Steel Rigg – Walltown – Roman Army Museum (Magnis) – Greenhead – Gilsland – Birdoswald Roman Fort – Lanercost Priory – Brampton (26 km)
- 5. Etappe: Walton – Crosby-on-Eden – Carlisle/Stanwix (Uxelodunum) (18 km)
- 6. Etappe: Carlisle (Luguvalium) – Burgh by Sands (Aballava) – Solway Firth (Congavata) – Port Carlisle – Bowness-on-Solway (Maia) (24 km)